# Општина Тикилешти (Браила)
Тикилешти (рум. Tichileşti) општина је у Румунији у округу Браила.
Oпштина се налази на надморској висини од 8 m.